# Софія Померанська
Софія Померанська (нім. Sophia von Pommern, дан. Sophie af Pommern, 1498—13 травня 1568) — донька померанського герцога Богуслава X та польської королівни Анни Ягеллонки, дружина короля Данії та Норвегії Фредеріка I.

## Походження
Софія Померанська була донькою померанського герцога Богуслава X та польської королівни Анни Ягеллонки. З батьківського боку була онукою Еріка II та Софії Померанської. По материнській лінії Софія була онукою короля Польщі Казимира IV та Єлизавети Габсбург.

## Життєпис
Софія народилася 1498 року у Щецині. 9 жовтня 1518 року її пошлюбив вдовий данський принц Фредерік. 13 серпня 1525 року відбулася коронація Софії як королеви Данії та Норвегії. 

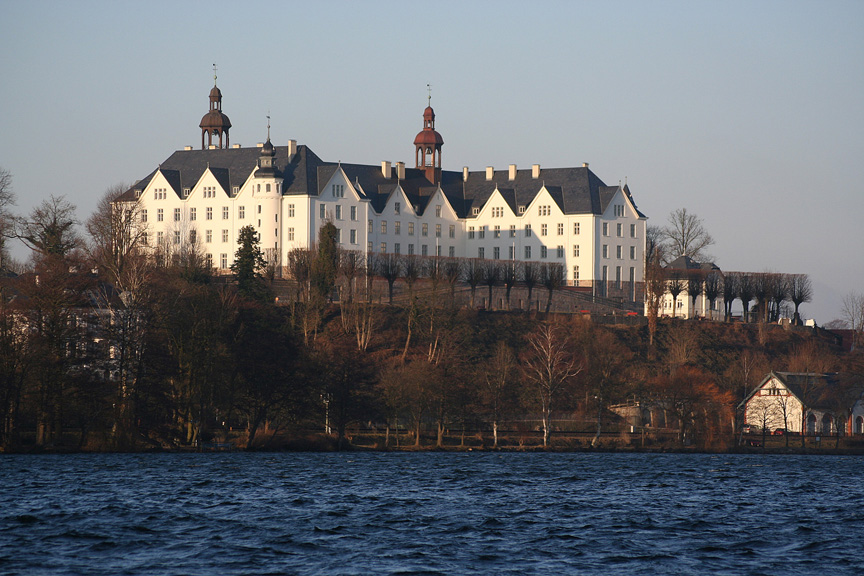
Замок Пльон —володіння Софії

Після коронації вона отримала у володіння острова Лолланн та Фальстер, замки Кіль та Пльон, а також кілька сіл, що приносили їй прибутки. 1526 року її головною фрейлиною було призначено Анну Мейнструп — даму, що активно займалася політикою. Про роль у політиці самої Софії нічого не відомо. При дворі, як королева, вона не жила, проводячи час у маєтку в Кілі. Її незалежне збагачення з власних земель часто було причиною сварок із чоловіком. Із ним у Софії під час 15-літнього подружнього життя народилося шестеро дітей.
Чоловік пішов з життя 1533 року. Після його смерті Софія із дітьми переїхала до замку Готторп. Через п'ять років новий король попросив її звільнити Готторп. Софія вимагала права на володіння своїми територіями, та 1540 року змушена була скоритися.
Померла Софія Померанська 13 травня 1568, коли їй було близько сімдесяти років.

## Родина
Чоловік) — Фредерік I, король Данії та Норвегії
Діти:
- Йоганн (Ганс) (1521—1580)
- Єлизавета (1524—1586)
- Адольф (1526—1586)
- Анна (1527—1535)
- Доротея (1528—1575)
- Фредерік (1532—1556)